# 天皇陛下大いに笑ふ
「天皇陛下大いに笑ふ」（てんのうへいかおおいにわらう）は、雑誌『文藝春秋』1949年（昭和24年）6月号に掲載された記事。同年2月25日に開かれた昭和天皇との会談を、出席者の辰野隆、徳川夢声、サトウハチローの3人が振り返る内容である。この記事は当時話題となり、『文藝春秋』が部数を拡大する要因の1つとなった。

## 記事内容

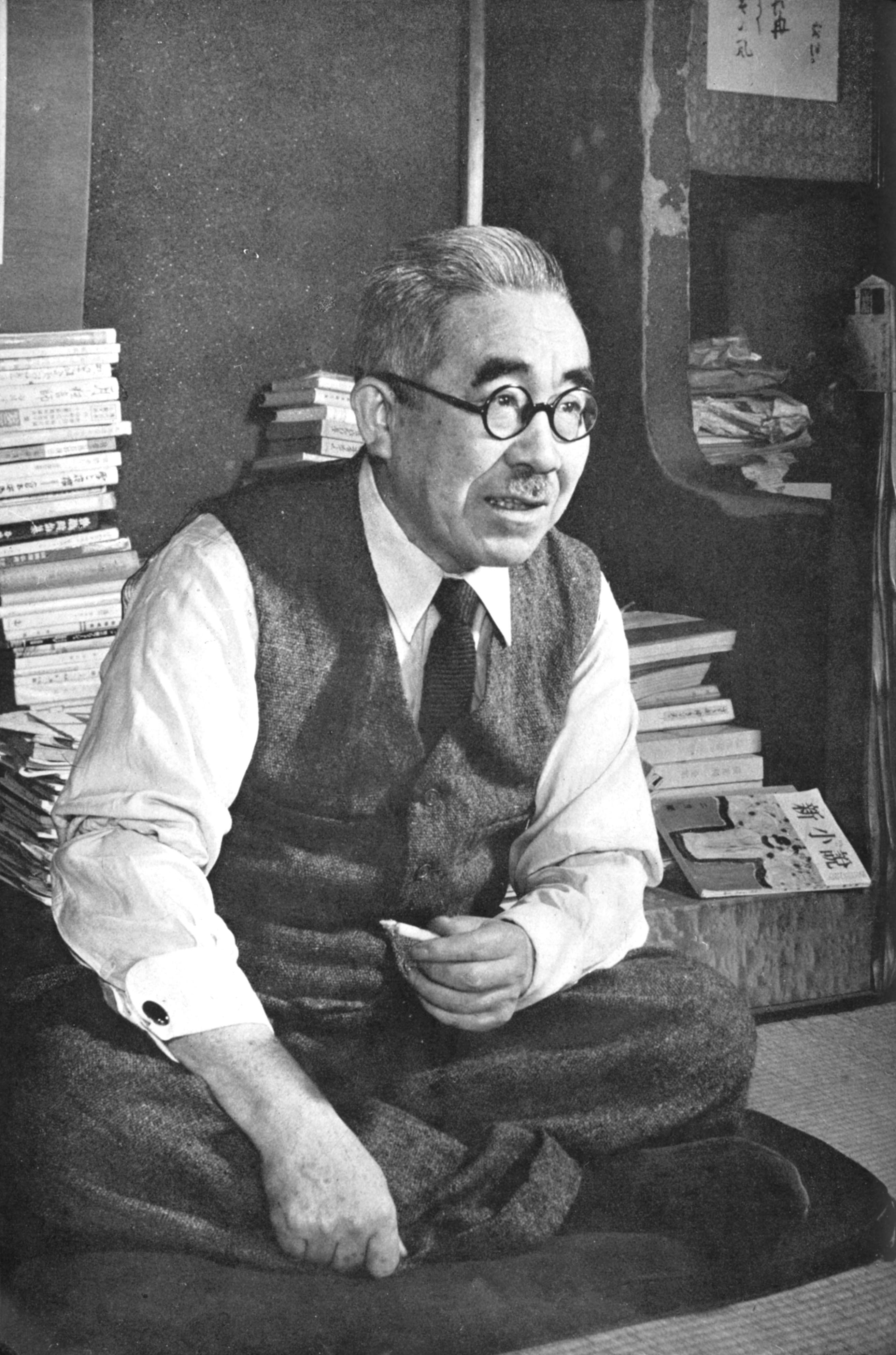
辰野隆

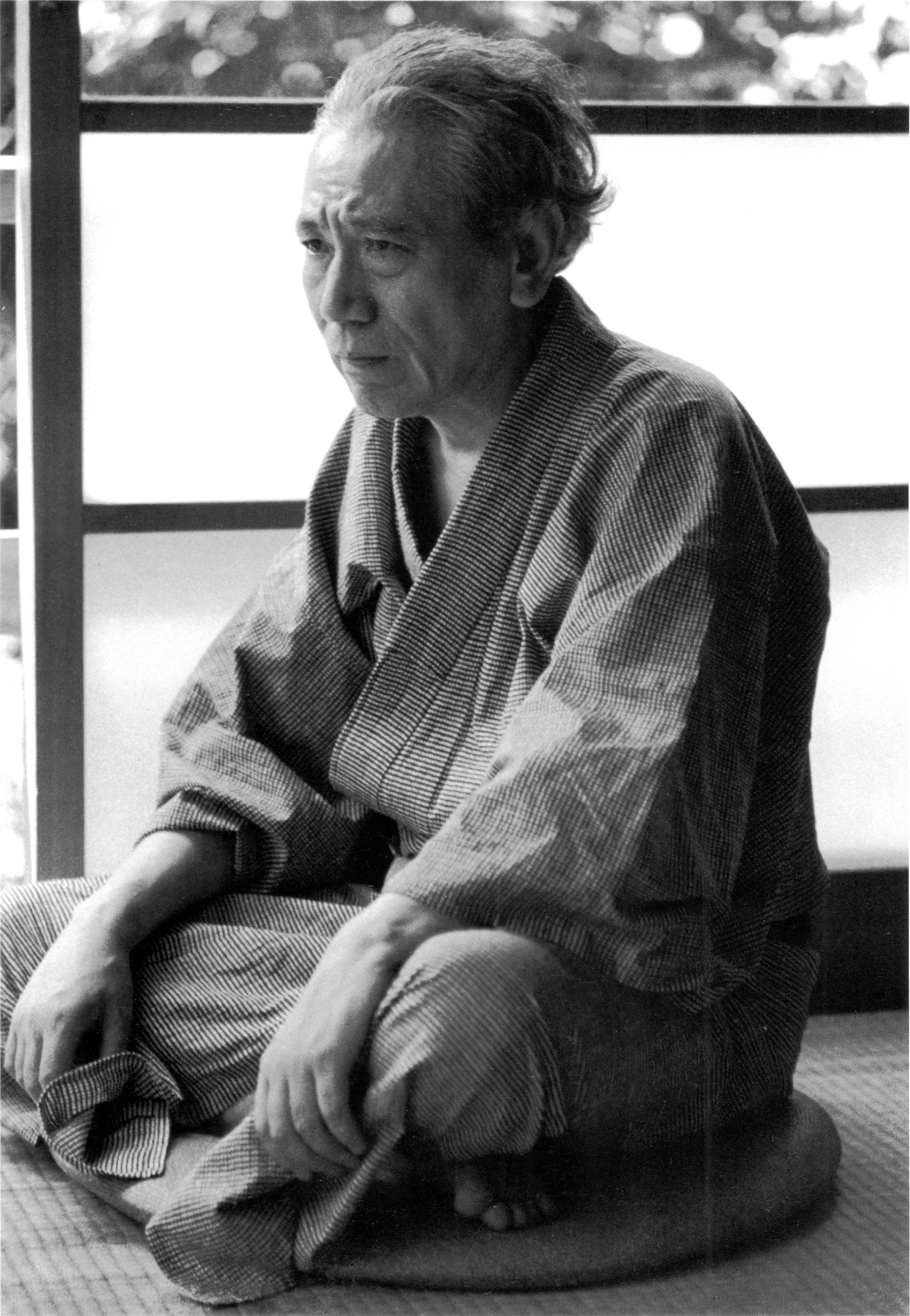
徳川夢声

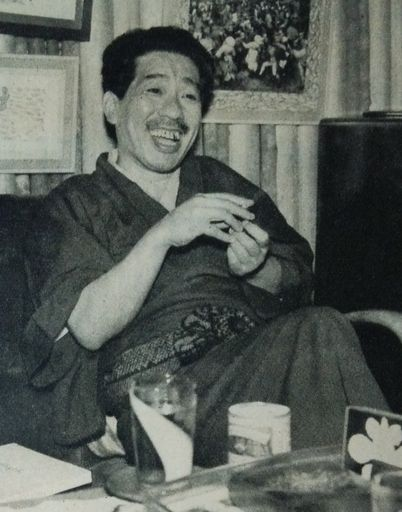
サトウハチロー

『文藝春秋』1949年（昭和24年）6月号に掲載された本記事は辰野隆、徳川夢声、サトウハチローによる14ページの座談会である。
記者の「先日、陛下の御前で大分面白いお話が出たそうですね」という言葉から始まり、以降は3人による座談となる。まず辰野から、天皇との会談が決まった経緯について説明があり、続いて、会談前に皇居の生物学研究所を見学した様子、天皇と対面した時の印象について話題にしている。
その後、会談の内容を3人で振り返っている。辰野が天皇に対し自分たちを「今日は図らずも昔の不良少年が、1人ならず3人まで罷り出でまして洵に畏れ多いことでございます」と紹介すると天皇は笑ったことが話され、あの開幕がよかったと語る。中学を8度も変えたサトウが野球の大会に出るたびに違うユニフォームを着てきたという話をしたときも笑い、しばらくは笑いが止まらなかったことが語られている。徳川は「陛下はあんまりゲラゲラ笑うという習慣がおありにならないんで、初めにハアッと笑われて、あとは笑いの衝動をこらえておられるのかナ、ハアッ――ハアッとお笑いになるんですナ」と言い、サトウは「なにか笑いを楽しんでいられるようだね」と言っている。
このほかに会談で出た話として、スポーツ、酒、生物学や植物の話などを取り上げ、酒は飲まないという天皇に対し徳川が「あんなおいしいものを！」と言ったことや、生物の話になると陛下は実に生き生きするという感想などが話されている。
会談時の様子として、煙草が出され天皇以外は吸っていたこと、酒飲みの3人には不似合いのお汁粉が出されて、特にお汁粉は31年ぶりというサトウは食べるのに躊躇したが天皇が手を付けているので自分も食べてみると「わりあい、おいしかった」こと、サトウが会談中に「ねえ陛下」と2度ほど言ってしまったことなどが話されている。
天皇の印象として徳川は「どこを探しても我（が）がない。それでいて、やっぱり日本なんですナ。（略）憲法の中の”象徴”という字は正にそうです。シムボルですナ。陛下は日本てえものを人間にしたようなもんですね。日本のいい所だけ集めて、ですよ」と話している。これを受けて辰野は、「つまりね。だんだん生活してると、そのうちにいろいろ娑婆ッ気が出てね、そのままのものをそこに見るということがなくなるでしょう。ところが、陛下はネットの存在だナ。偉いとか偉くないとか、頭がいいとか悪いとか、そういうことは考えずに、そこに一人の人間が出現したという感じは非常にいい気もちだナ」と語っている。

## 記事掲載までの経緯

### 会談前
1949年（昭和24年）、宮内府（現在の宮内庁）の発案により、民衆に親しまれている文化人と昭和天皇が会談するという企画が出された。侍従の入江相政が記した『入江相政日記』には、1月29日に「辰野さんとサトウハチロー、徳川夢声の三人にお庭を拝見させるといふことも段々軌道に乗って来た由、非常に結構なことである」との記述がある。辰野は宮内府と接点があり、天皇と対面した経験もあった。2月9日には入江と辰野が会談について協議した記録があり、ここで、辰野から徳川・サトウの2人に話をすることが決められた。辰野は、我々が陛下にお目にかかるのは一大事だから、まずは皇居にある生物学研究所を見学させていただいて、そのときに陛下が会いたいという気持ちになられたらお話をするという流れを提案し、宮内府の了承を得た。
昭和天皇と文化人が会談することは先例があった。1947年（昭和22年）に谷崎潤一郎、吉井勇、川田順、新村出は京都御所で天皇と会談し、新村はこのときの様子を『文藝春秋』に記している。他にも同時期に天皇と文化人が会談した記録があり、当時の宮内府は天皇に文化的な側面を形成して広めてゆこうとしていたことが推測される。なお、昭和天皇は徳川については映画やラジオ番組「話の泉」で知っており、サトウのことも『話の泉』や新聞連載「見たり聞いたりためしたり」で知っていたという。「天皇陛下大いに笑ふ」でも、サトウが、新聞に書いたウミウシの話について天皇から質問を受けてとまどったことを話している。
徳川は2月11日に辰野から会談の話を聞いた。当日の徳川の日記によれば、「23, 25, 28の中、どれでも都合のよい日を相談して参内するように」と告げられたという。同じ日の日記では、
と記している。

### 会談
会談当日の2月25日は雨が降っていた。宮内府には10時30分に辰野、15分後にサトウ、さらに10分後に徳川が集まった。3人は入江の案内により御焼跡から二重橋、賢所、吹上御苑の付近を通って生物学研究所に到着し、中を見学した。見学後、移動して14時に花陰亭に着き、ここで天皇と対面、会談がなされた。
会談時に部屋にいたのは、天皇と3人のほか、侍従が入江を含む3人。席にはお汁粉と塩煎餅が出された。会談の時間は、「天皇陛下大いに笑ふ」によれば2時間、入江の日記によれば1時間半。辰野の「大分、陛下もお疲れのように拝しますから、ではこの辺で……」の言葉により終了した。部屋を出る際に天皇は「どうか、芸術のためにつくして下さい」とあいさつした。会談後、入江は辰野に、陛下があのくらい快くお笑いになったことは初めてだと語った。
会談後に3人にはお土産として、日本酒4合、煙草、菓子が渡された。サトウは煙草を父の佐藤紅緑にあげたところ、大いに喜ばれた。紅緑はその日の日記に、
等と記している。このときの様子はハチローの異母妹である佐藤愛子の小説『血脈』でも取り上げられており、小説の記述では、この日の日記が紅緑が書いた最後の日記とされている。紅緑は同年の6月3日に死亡した。

### 座談会及び記事掲載
1949年3月、菊池寛の1周忌のため、文藝春秋新社（当時）の社員及び菊池の知人はバスを用意して多磨霊園まで墓参りに行った。その帰り道のバスの中で、画家でエッセイストの宮田重雄は、「1週間ばかり前に、夢声おやぢとサトウ・ハッちゃんと辰野先生が天皇の前で座談会をやったが、非常におかしな話をしたので、天子さんが腹を抱えて笑った」といったことを話した。すると、宮田の前の席に座っていた『文藝春秋』編集長の池島信平は振り返って事の真偽を確かめ、「それ、いきましょう」と言った。池島は帰社してから3人に連絡を取り、天皇と話したことをもう1度話してほしいと依頼した。1週間ほど後に3人は再び集まり、『文藝春秋』向けに座談会をした。『入江相政日記』によれば、『文藝春秋』から座談会を頼まれた件について、辰野は3月12日に入江らと話をしている。
座談会後、記事にする際に池島は「天皇陛下大いに笑ふ」というタイトルをつけた。その時近くにいた社員の田川傅一によると、池島は読みやすい字で一気にこのタイトルを書いたという。池島によると、当時は左翼が強かったので、自分なりのレジスタンスの気持ちで「天皇」ではなく「天皇陛下」と付けたという。また、「笑わせ給う」「笑いたまう」とすることも考えたが、それだとよそよそしいので「大いに笑ふ」とした。このことについては、当時の社員の一部からは不敬であると言われ、徳川も、「給う」をつけないとは『文藝春秋』もずいぶん左だなと思ったという。

## 反響
記事は大きな話題となり、賛否の声が挙げられた。批判の声は左翼を中心に多く、年齢的には若い世代のほうが批判的であった。一方、『文藝春秋』読者からは高く評価する声も多く、この年から始まった文藝春秋読者賞では読者投票で1位の票を得て、そのまま受賞となった。この号をきっかけに『文藝春秋』は部数を大きく伸ばしたといわれる。年度別の推定売上部数をみると、
- 1948年（昭和23年）：8万部
- 1949年（昭和24年）：18万部
- 1950年（昭和25年）：28万部
- 1951年（昭和26年）：37万部

となっている。
ただし部数が伸びたのはこの記事のみが原因ではないと考えられている。『文藝春秋』は前号に、二・二六事件のとき将校だった新井勲の手記を「日本を震撼させた四日間」と題して掲載して話題となっており、その後も昭和史や太平洋戦争に関する当事者の証言を掲載している。このような当事者に語らせるという一連の手法が読者に受けたのではないかと推測されている。
本記事が掲載されて以降、天皇を主題とした本が多く刊行されるようになった。文藝春秋新社も1949年に『天皇陛下』と題する書籍を刊行しており、同書には会談の様子を記した徳川夢声の「聖天子と不良三人」も収められている。
文藝春秋読者賞の賞金10万円は辰野・徳川・サトウに与えられたが、その中からレコードを買って、それを鷹司和子と鷹司平通の婚礼祝いとして辰野を通して贈った。賞金の残りは文藝春秋新社の金庫に保管されたまま使う機会がなかったので、数年後に3人で分配した。
会談から8年後の1957年（昭和32年）、再び昭和天皇との会談が開かれた。このときは徳川・サトウに加え、獅子文六、火野葦平、吉川英治が出席した。

## 評価
この記事を企画した編集長の池島は、自身で次のように述べている。
当時は天皇の戦争責任が問われ、天皇退位を求める声もあった。しかし池島は、庶民の中にある天皇観はそれとは異なると踏んで、座談会を企画したと考えられている。
『週刊朝日』記者の扇谷正造は、この記事が出る前に、天皇と3人が会談したことを辰野から聞いていた。そのときにこれを記事にすることを考えたが、当時の時代背景的に読者は天皇陛下の話を読むのだろうかと疑問に思い、また、反動的だと言われるのを嫌ったため、行動を控えていた。そのなかでこの記事を読んだ時の感想を、
と述べている。そのうえで、当時の人々の本当の気持ちに対する洞察などの点で、「ジャーナリストとしての私の力量といわば生命を試めされたようなものであった」と述べている。
文藝春秋読者賞では、受賞こそしたものの、審査員からは高い評価を得られていない。選評を書いた審査員の高田保は、「率直にいうが、私はこの座談会を読んでひどく不満を感じた。なるほど面白可笑しい話を天皇に向ってしているのだが、流れているのは人間対人間の感情ではない。底の底にはっきり、恐懼（おそ）れ入った者の古風な、神格を仰ぐ気持が無反省に澱んでいるのである。この無反省が私には物足りなかった」と述べている。他の審査員（浦松佐美太郎、宮澤俊義、青野季吉、矢野健太郎、今日出海、福原麟太郎、笠信太郎）も推薦しなかった。しかし他に受賞に推す記事が無かったため、最終的に読者投票で最多の票を獲得した本記事を受賞とすることで決まっている。
司馬遼太郎は、テーゼとアンチテーゼの観点から論じている。当時の雑誌では、『世界』が正論（テーゼ）の立場を受け持っていたが、『文藝春秋』はそれにアンチテーゼの部分も混ぜてアウフヘーベンとしての魅力を発揮した、その結果として天皇が笑うとともに国民も笑ったと述べている。
半藤一利は2013年に刊行された書籍での座談会で、「この記事をいま読んでみますと、正直に言って中身はまったく面白くありません（笑）」と語っている。それを受けて保阪正康は、地方巡業の際に天皇が発した「あ、そう」という言葉と、この記事の2つが対となって、庶民的な天皇像が作られた印象があると述べている。